# Touch Me (All Night Long)
Touch Me (All Night Long) è un brano musicale scritto da Patrick Adams e Greg Carmichael e registrato originariamente dal gruppo musicale statunitense Wish insieme alla cantante Fonda Rae nel 1984. È stato reinterpretato e reinciso da Cathy Dennis, venendo estratto come singolo nel 1991.

## Versione dei Wish con Fonda Rae
La versione dei Wish con Fonda Rae è stata pubblicata nel 1984 dalle etichette discografiche KN e Streetwave. Il brano, che ottenne un tiepido successo, fu inserito l'anno successivo nella colonna sonora del film Nightmare 2 - La rivincita.

## Tracce
12" Maxi (KN KN 1001 [uk])
1. Touch Me (All Night Long) – 9:32 (Patrick Adams, Greg Carmichael)
2. Touch Me (All Night Long) (Radio Version) – 3:34 (Patrick Adams, Greg Carmichael)
3. Touch Me (All Night Long) (Dub Version) – 7:26 (Patrick Adams, Greg Carmichael)

## Classifiche
| Classifica (1984)                        | Posizione raggiunta |
| ---------------------------------------- | ------------------- |
| Regno Unito (OCC)                        | 49                  |
| Stati Uniti Dance Club Songs (Billboard) | 21                  |

## Versione di Cathy Dennis
Il brano è stato ripreso dalla cantante britannica Cathy Dennis, ancora esordiente, nel 1990. È stato estratto come terzo singolo dal suo album di debutto Move to This ed è stato pubblicato il 14 gennaio 1991 dall'etichetta discografica Polydor. Il brano in questa versione è accreditato, insieme ai due autori originali, anche alla stessa interprete, ed è stato prodotto dalla stessa Dennis insieme a Phil Bodger.

### Accoglienza e successo
Nuova versione dalle sonorità maggiormente dance rispetto al brano originale, era caratterizzata dalla presenza di un leggero piano realizzato con sintetizzatori, ottenne un successo nettamente superiore rispetto a quello ottenuto dalla versione originale, entrando in numerose classifiche di vendita di diversi paesi spesso raggiungendo alte posizioni. Fu recepito bene anche da parte della critica. Larry Flick della rivista Billboard descrisse la canzone come una "interpretazione house del brano disco music di Fonda Rae", aggiungendo che il brano "è una perfetta vetrina per lo stile vocale brillante e allegro di Cathy Dennis". Dave Sholin del periodico Gavin Report recensì il brano positivamente e la cantante, affermando che "avrà sicuramente successo, scalando le classifiche di vendita" e che la voce dell'artista "crea musica dance matura capace di piacere ai giovani e agli anziani". James Hamilton per Music Week lo definì un "vivace revival di Fonda Rae".
Il brano è stato un grosso successo con un'alta rotazione radiofonica e sulle reti televisive musicali come MTV. Raggiunse la vetta delle classifiche Billboard Dance Club Songs e Hot Dance Singles Sales, e la terza posizione in Regno Unito.
Nel corso dei decenni, la popolarità e il gradimento verso questa versione si è consolidato. Nel 2017 BuzzFeed inserì il brano nella lista "Le 101 più grandi canzoni dance degli anni 90", alla diciannovesima posizione. Due anni dopo, nel 2019, Billboard la comprese alla posizione numero 188 della lista della "Billboard's Top Songs of the 90's", mentre nel 2020 Slant Magazine la inserì nella lista delle "100 migliori canzoni dance di tutti i tempi".

## Tracce
7" Single (Polydor 879 970-7 (PolyGram) [de] / EAN 0042287997079)
1. Touch Me (All Night Long) – 4:06 (Cathy Dennis, Patrick Adams, Greg Carmichael)
2. Touch Me (All Night Long) (Rhodesapella Mix) – 4:06 (Cathy Dennis, Patrick Adams, Greg Carmichael)

Limited Edition Numbered White Vinyl - 12" Maxi (Polydor 879 971-1 (PolyGram) [au])
1. Touch Me (All Night Long) (Club Mic) – 7:13 (Cathy Dennis, Patrick Adams, Greg Carmichael)
2. Touch Me (All Night Long) (7") – 4:06 (Cathy Dennis, Patrick Adams, Greg Carmichael)
3. Touch Me (All Night Long) (Rhodesapella Mix) – 4:06 (Cathy Dennis, Patrick Adams, Greg Carmichael)

## Classifiche
| Classifica (1991)                             | Posizione raggiunta |
| --------------------------------------------- | ------------------- |
| Australia (ARIA Charts)                       | 16                  |
| Austria (Ö3 Austria Top 40)                   | 30                  |
| Austria (Ö3 Austria Top 40)                   | 30                  |
| Belgio (Ultratop 50 Fiandre)                  | 29                  |
| Canada (RPM)                                  | 9                   |
| Canada Dance/Urban (RPM)                      | 2                   |
| Europa (Eurochart Hot 100)                    | 8                   |
| Finlandia                                     | 25                  |
| Germania                                      | 39                  |
| Irlanda (IRMA)                                | 3                   |
| Italia                                        | 43                  |
| Paesi Bassi (Dutch Top 40)                    | 33                  |
| Paesi Bassi                                   | 33                  |
| Nuova Zelanda (RIANZ)                         | 34                  |
| Svizzera (Schweizer Hitparade)                | 16                  |
| Regno Unito (OCC)                             | 3                   |
| Regno Unito Dance (Music Week)                | 2                   |
| Stati Uniti Billboard Hot 100                 | 2                   |
| Stati Uniti Billboard Dance Club Songs        | 1                   |
| Stati Uniti Billboard Hot Dance Singles Sales | 1                   |
| Zimbabwe                                      | 1                   |

## Versione degli Angel City
Oltre alla versione originale dei Wish insieme a Fonda Rae e a quella più nota di Cathy Dennis, del brano è stata realizzate una cover nel 2004 dal gruppo musicale di musica elettronica Angel City in collaborazione con la cantante Lara McAllen. Presente nel loro album d'esordio Love Me Right, è stata estratta come singolo e ottenne un tiepido successo nei Paesi Bassi.

## Altre versioni
Nel 2024 Touch Me (All Night Long) è stato campionato nel brano All Night Long di Kungs e David Guetta in collaborazione con la cantante Izzy Bizu.